# Atole

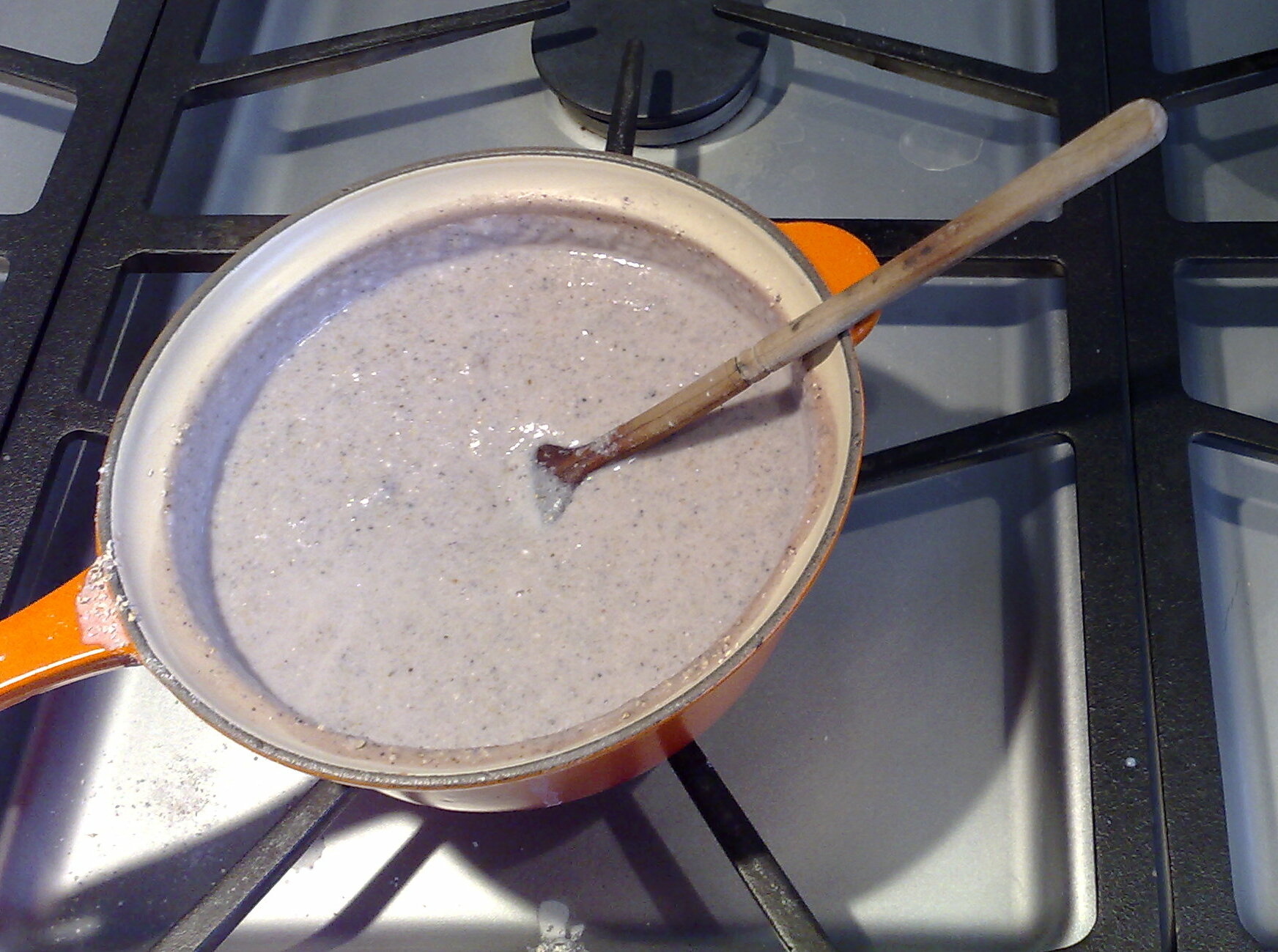
Atole.

Atole (spanska från  nahuatl atolli 'vattnig' och atl despektiv ändelse), atolli, eller ul, är en välling gjord på nixtamaliserat majsmjöl. Den har anor från före Christofer Columbus och görs genom att rosta majsmjöl som behandlats med släckt kalk i en process som kallas för nixtamalisering (från nahuatl nextli pottaska och tamalli majsdeg) för att frigöra extra näringsämnen, och blanda detta med smaksatt vatten och/eller mjölk. Smaksättning består av bland annat kanel, vanilj, traditionell mexikansk choklad och chili. Den kan även smaksättas med diverse frukter som papaya, ananas och apelsin. "Atole", som det kallas där, dricks främst i Mexiko, Guatemala och i Centralamerika. Den är ofta sötad och smaksatt med kryddor eller frukt.

## Historia

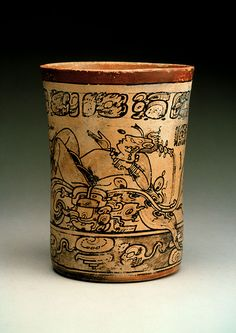
Ett maya-dryckesskärl i codex-stil från den klassiska epokens senare del.

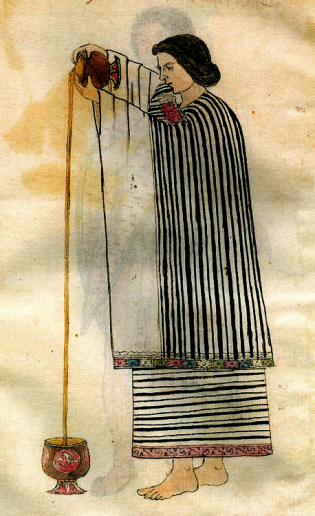
Aztekisk bild som visar hur man skummar majs- och chokladdrycker.

Atolli har sina anor sedan flera tusen år tillbaka i centralamerika och är en viktig del av förcolumbisk matlagning. Från långt innan Mayakulturens klassiska epok (mellan 250 och 900 e.Kr.) och fram till långt senare har den utgjort en viktig del av mayaadelns, och troligen även undersåtarnas kost. Därför har man hittat många exempel på vackert utsmyckade dryckeskärl vars enda syfte tros ha varit att servera drycken ul och sak ha'  (bokstavligen vitt- eller ädelt vatten), som den kallades på bildat mayaspråk. Likt chokladdrycken kakaw serverades ul ofta genom att först hälla den från hög höjd i dryckeskärlen för att drycken skulle skumma sig. Detta åstadkommer man numera med hjälp av ett verktyg som kallas för molinillo, vilket introducerades kort eter spanjorernas ankomst.